# Nassarius multivocus
Nassarius multivocus is een slakkensoort uit de familie van de Nassariidae. De wetenschappelijke naam van de soort is voor het eerst geldig gepubliceerd in 2008 door Kool.